# Município de Kirkwood (condado de Belmont, Ohio)
O município de Kirkwood (em inglês: Kirkwood Township) é um município localizado no condado de Belmont no estado estadounidense de Ohio. No ano de 2010 tinha uma população de 400 habitantes e uma densidade populacional de 4,21 pessoas por km².

## Geografia
O município de Kirkwood encontra-se localizado nas coordenadas 40° 05′ 13″ N, 81° 11′ 43″ O. Segundo a Departamento do Censo dos Estados Unidos, o município tem uma superfície total de 94.95 km², da qual 91,48 km² correspondem a terra firme e (3,65 %) 3,47 km² é água.

## Demografia
Segundo o censo de 2010, tinha 400 pessoas residindo no município de Kirkwood. A densidade populacional era de 4,21 hab./km². Dos 400 habitantes, o município de Kirkwood estava composto pelo 95,75 % brancos, o 2,25 % eram asiáticos, o 1,25 % eram de outras raças e o 0,75 % eram de uma mistura de raças. Do total da população o 0 % eram hispanos ou latinos de qualquer raça.